# Madonna col Bambino e due donatori (van Dyck)
Madonna col Bambino e due donatori è un dipinto a olio su tela (250x191) di Antoon van Dyck, databile al 1630 e conservato nel Museo del Louvre.
Il dipinto raffigura la Madonna seduta su un baldacchino mentre regge sulle ginocchia il Bambino. Dietro di loro un grande albero. Sulla sinistra di Maria e Gesù, in ginocchio, ci sono due signori piuttosto anziani in atto di devozione. Di costoro, i committenti del dipinto, non si conosce l'identità ma sono probabilmente due ricchi signori di Anversa. Il dipinto fu spostato presto dalla sua collocazione originaria, visto che già dal 1685 si trovava nelle collezioni del re di Francia Luigi XIV.